# Merriweather Post Pavilion
Merriweather Post Pavilion er det ottende studiealbum af den amerikanske musikgruppe Animal Collective. Det blev udgivet den 6. januar 2009  på vinyl, der inkluderede en gratis download. Kort efter blev den også udgivet på cd. Det er gruppens længste siden deres debutalbum Spirit They're Gone, Spirit They've Vanished fra 2000.

## Titel
Med udgivelsen på vinyl fulgte der et kuponkort med så køberen kunne downloade albummet gratis, og på dette kort var titlen på albummet beskrevet således:
Merriweather Post Pavilion er et udendørs musiksted der ligger et sted, der hedder Symphony Woods i Columbia, Maryland. Det blev designet af Frank Gehry 1960'erne, og de har afholdt koncerter der siden 1967 op til i dag. Vi tog hele tiden derhen til koncerter da vi voksede og, og vi har glade minder om tider tilbragt på plænen. For det meste af tiden vi har spillet sammen, både i Animal Collective og de foregående år, har vi forsøgt at lave musik, der ville fortjene en fantastisk udendørs lytteoplevelse. Som både et navn og et sted repræsenterer Merriweather Post Pavilion dette for os.

## Trackliste
| #   | Titel                | Længde |
| --- | -------------------- | ------ |
| 1.  | "In the Flowers"     | 5:22   |
| 2.  | "My Girls"           | 5:40   |
| 3.  | "Also Frightened"    | 5:14   |
| 4.  | "Summertime Clothes" | 4:30   |
| 5.  | "Daily Routine"      | 5:46   |
| 6.  | "Bluish"             | 5:13   |
| 7.  | "Guys Eyes"          | 4:30   |
| 8.  | "Taste"              | 3:53   |
| 9.  | "Lion in a Coma" †   | 4:30   |
| 10. | "No More Runnin"     | 4:23   |
| 11. | "Brother Sport"      | 5:59   |

† Skrevet og komponeret af Animal Collective & Lathozi Mpahleni Manquin Madosini. Alle andre numre skrevet og komponeret af Animal Collective.

## Personel
- Avey Tare – vokaler, elektronik, samples, keys, guitar, perkussion
- Panda Bear – vokaler, samples, elektronik, perkussion
- Geologist – elektronik, samples
- Ben Allen – lydtekniker, lydmixing
- Animal Collective – lydmixing
- Aaron Ersoy – assistance ved indspilning